# Municipio de Springfield (condado de Erie)
El municipio de Springfield (en inglés: Springfield Township) es un municipio ubicado en el condado de Erie en el estado estadounidense de Pensilvania. En el año 2000 tenía una población de 3.378 habitantes y una densidad poblacional de 35 personas por km².

## Geografía
El municipio de Springfield se encuentra ubicado en las coordenadas 41°58′00″N 80°30′29″O / 41.96667, -80.50806.

## Demografía
Según la Oficina del Censo en 2000 los ingresos medios por hogar en la localidad eran de $39,872 y los ingresos medios por familia eran de $42,352. Los hombres tenían unos ingresos medios de $36,491 frente a los $21,786 para las mujeres. La renta per cápita de la localidad era de $17,389. Alrededor del 9,3% de la población estaba por debajo del umbral de pobreza.